# Игра с совершенной информацией
Игра с совершенной информацией (англ. game of perfect information) — игра, в которой игроки в ходе игры не сталкиваются ни со стратегической неопределённостью (когда бы игрок не знал ходы соперника в прошлом или одновременно с собственными ходами), ни с внешней неопределённостью (когда бы игрок не знал какие будут внешние обстоятельства). Таким образом, в игре с совершенной информацией каждый игрок в каждой точке, в которой наступает его очередь ходить, знает всю историю игры вплоть до этой точки, в том числе результаты любых действий, предпринятых «природой», или предыдущие действия других игроков, включая чистые стратегии и фактические результаты любых смешанных стратегий, которые они могут использовать в игре.

## Определение
Согласно Авинашу Дикситу, игра c полной информацией — это игра, в которой все правила игры (стратегии игроков и выигрыши каждого из них как функции стратегий всех игроков) полностью известны всем игрокам, и более того, являются общим знанием. Игра с совершенной информацией — это игра, в которой игроки в ходе игры не сталкиваются ни со стратегической неопределённостью (когда бы игрок не знал ходы соперника в прошлом или одновременно с собственными ходами), ни с внешней неопределённостью (когда бы игрок не знал какие будут внешние обстоятельства). Таким образом, в игре с совершенной информацией каждый игрок в каждой точке, в которой наступает его очередь ходить, знает всю историю игры вплоть до этой точки, в том числе результаты любых действий, предпринятых «природой», или предыдущие действия других игроков, включая чистые стратегии и фактические результаты любых смешанных стратегий, которые они могут использовать в игре. 
В своём учебнике А. Мас-Коллел, М. Уинстон и Д. Грин определяют игру c полной информацией как игру, в которой игроки обладают всей информацией друг о друге, информацией о выигрышах, которые они получат при различных исходах игры; а игру с совершенной информацией как игру, в которой каждое информационное множество содержит один узел решения.
Джон Харшаньи характеризует игру с полной информацией как игру, в которой все игроки знают характер игры в смысле знания развернутой формы игры (дерева игры) или нормальной формы игры (матрицы выигрышей). Игра с полной информацией может быть игрой с совершенной информацией, где игроки знают и характер игры, и все предыдущие ходы (сделанные другими игроками или обусловленные случаем) на каждом шаге игры; либо игрой с несовершенной информацией, где игроки знают характер игры, но не обладают полнотой сведений о предыдущих ходах, сделанных в процессе игры.